# جبل هرتزل
جبل هرتزل (بالعبرية: הר הרצל)، ويُعرف أيضًا باسم جبل الذكرى (هار هزيكرون، بمعنى "جبل التذكّر")، هو موقع المقبرة الوطنية لدولة إسرائيل ويضم العديد من المرافق التذكارية والتعليمية، يقع في الجهة الغربية من مدينة القدس، بجوار غابة القدس بالقرب من مستوطنة عين كارم.
سُمّي الجبل بهذا الاسم نسبة إلى ثيودور هرتسل، مؤسس الحركة الصهيونية الحديثة، ويوجد قبره في قمة الجبل. إلى الغرب من جبل هرتسل يقع متحف ياد فاشيم، وهو مركز تخليد ذكرى ضحايا المحرقة النازية (الهولوكوست). كما دفن في جبل هرتزل الجنود الإسرائيليون الذين سقطوا في الحروب. يبلغ ارتفاع الجبل 834 مترًا فوق مستوى سطح البحر.

## معرض صور

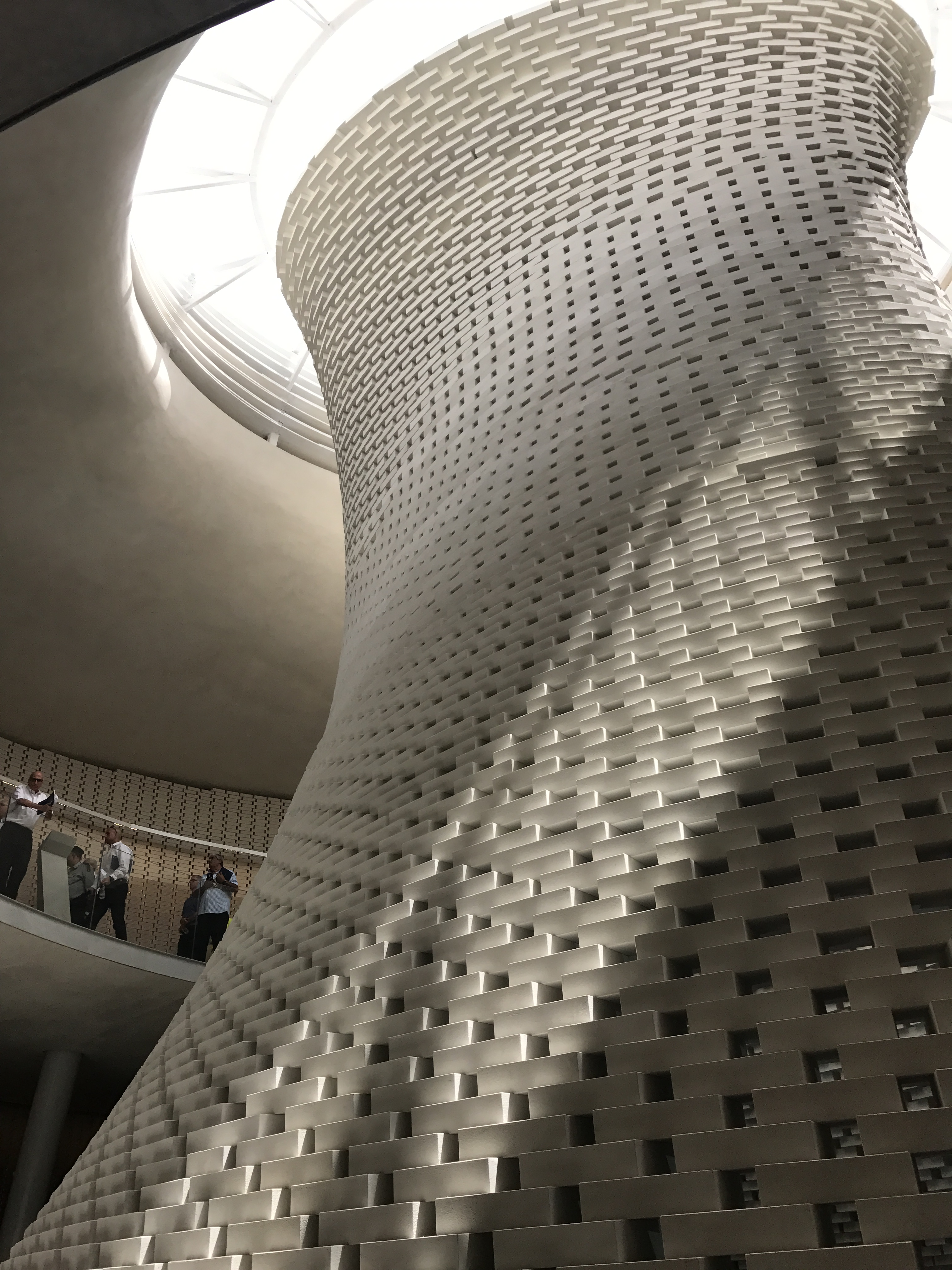
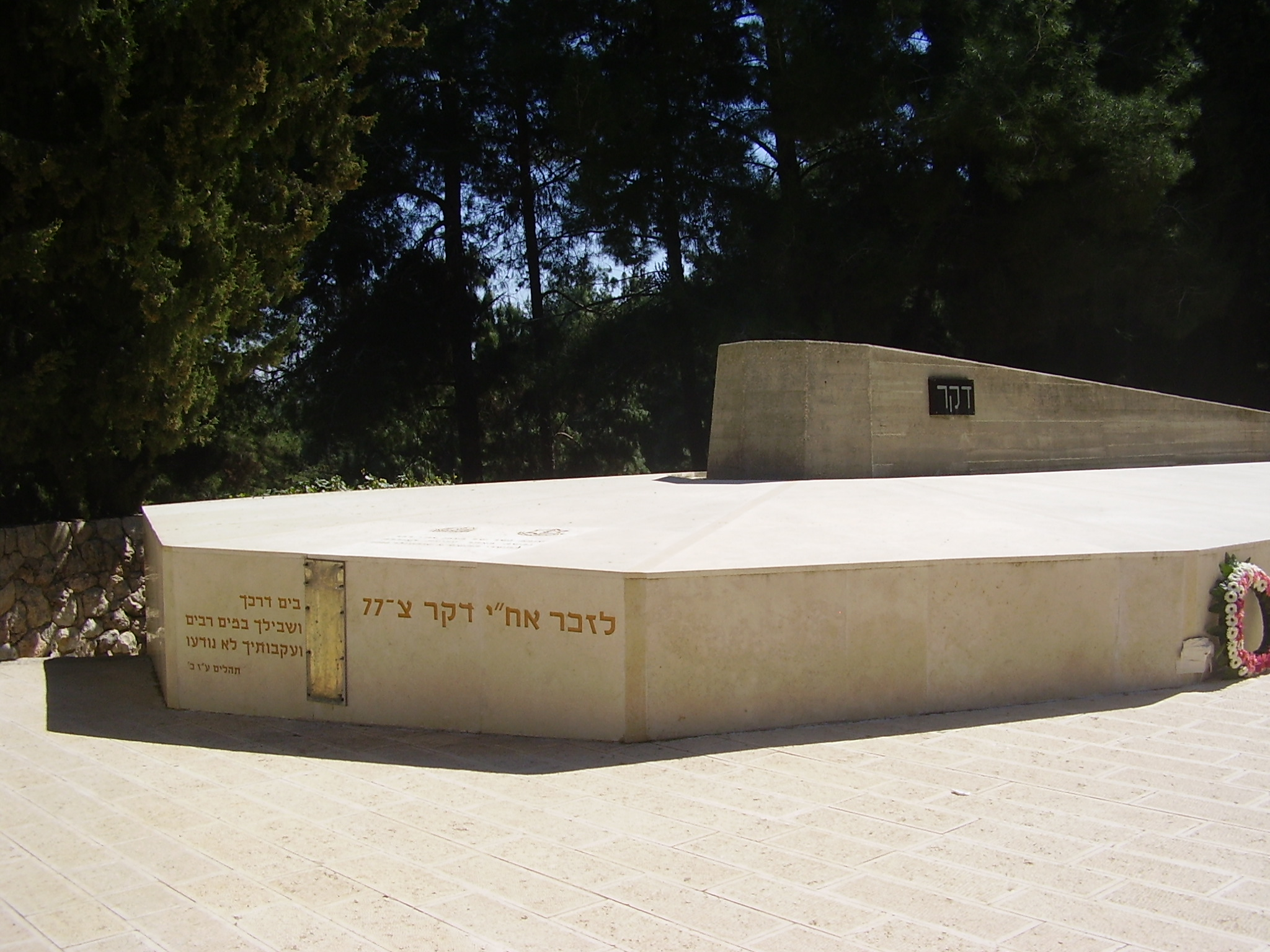
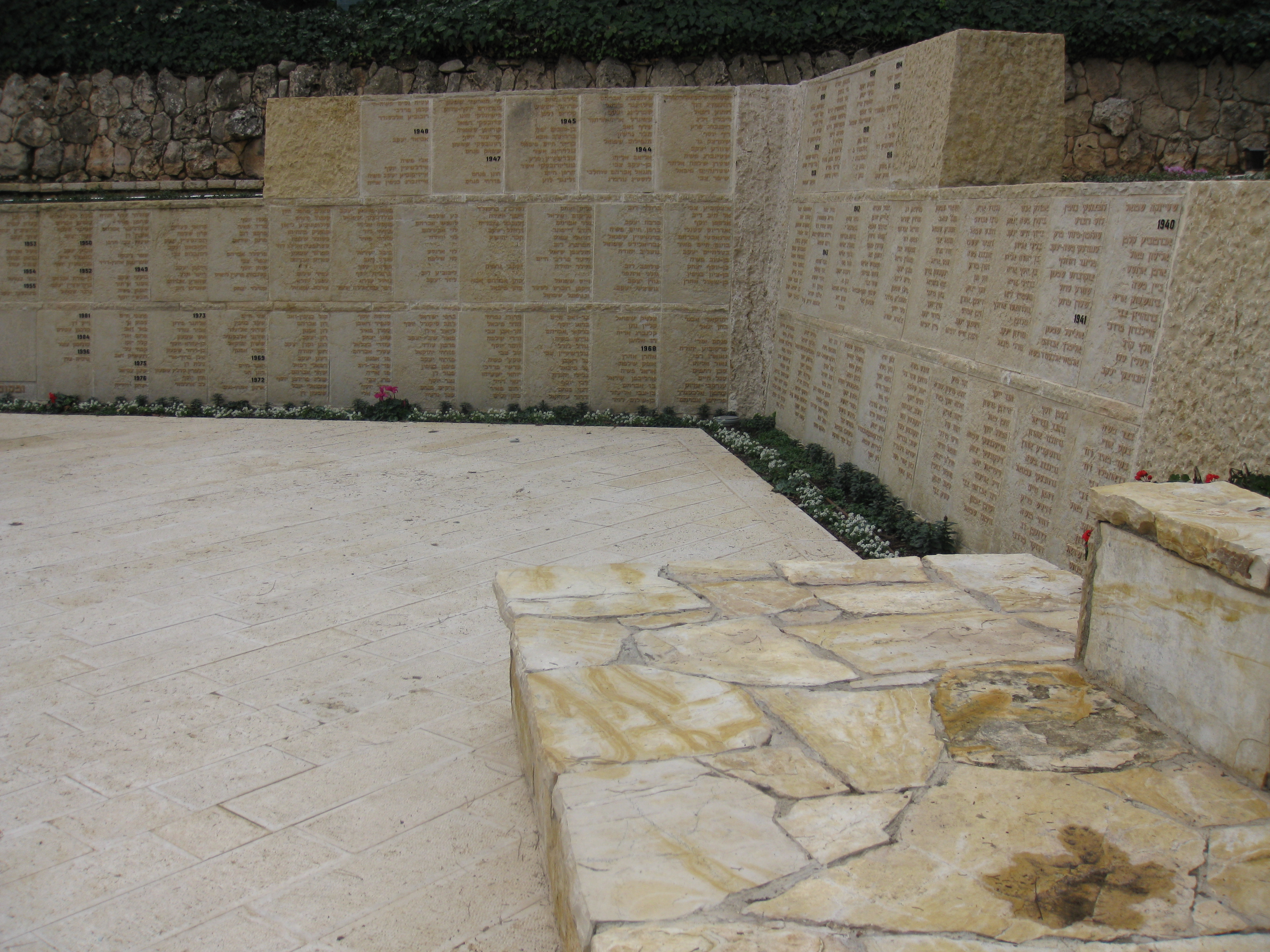
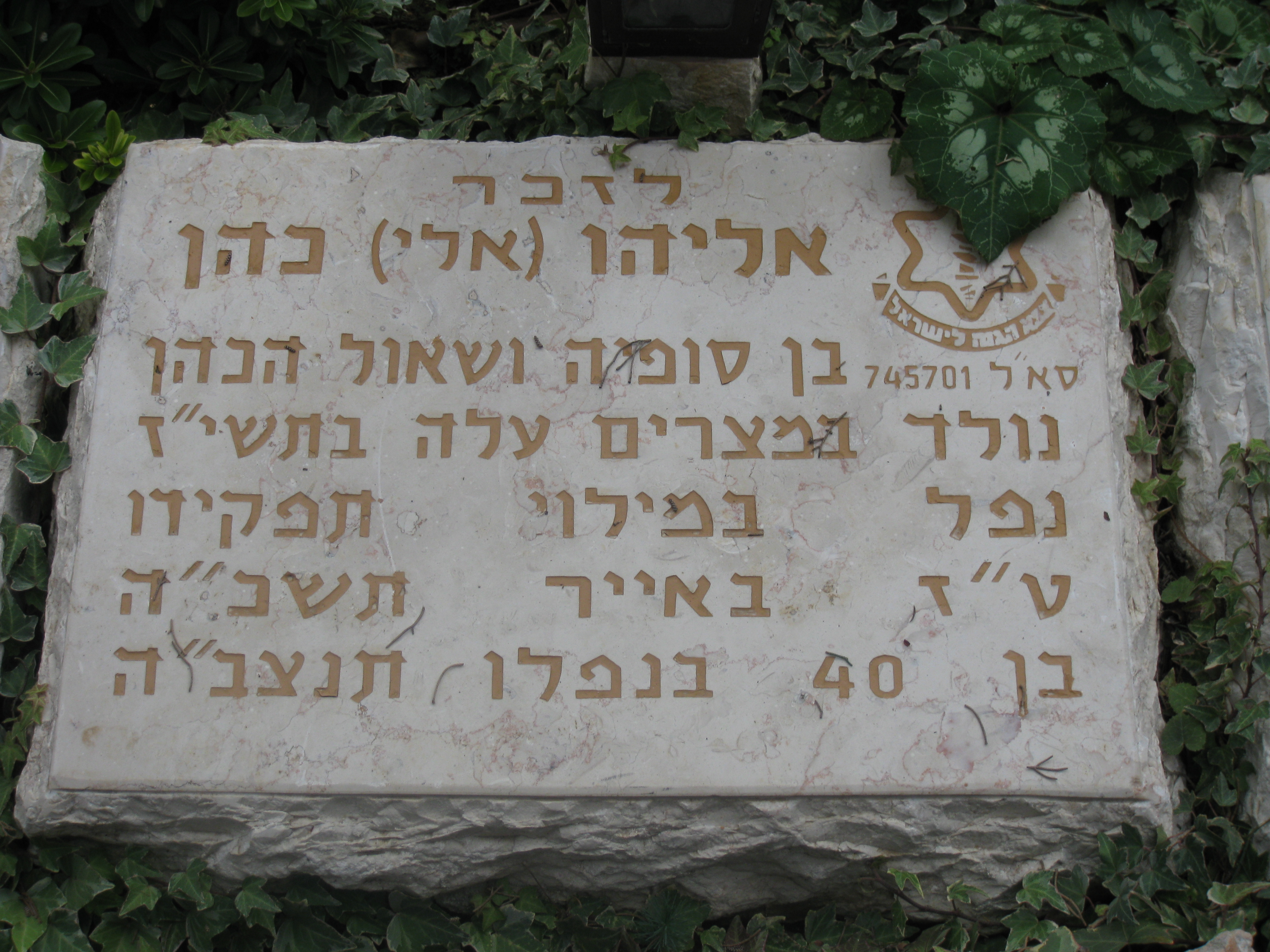
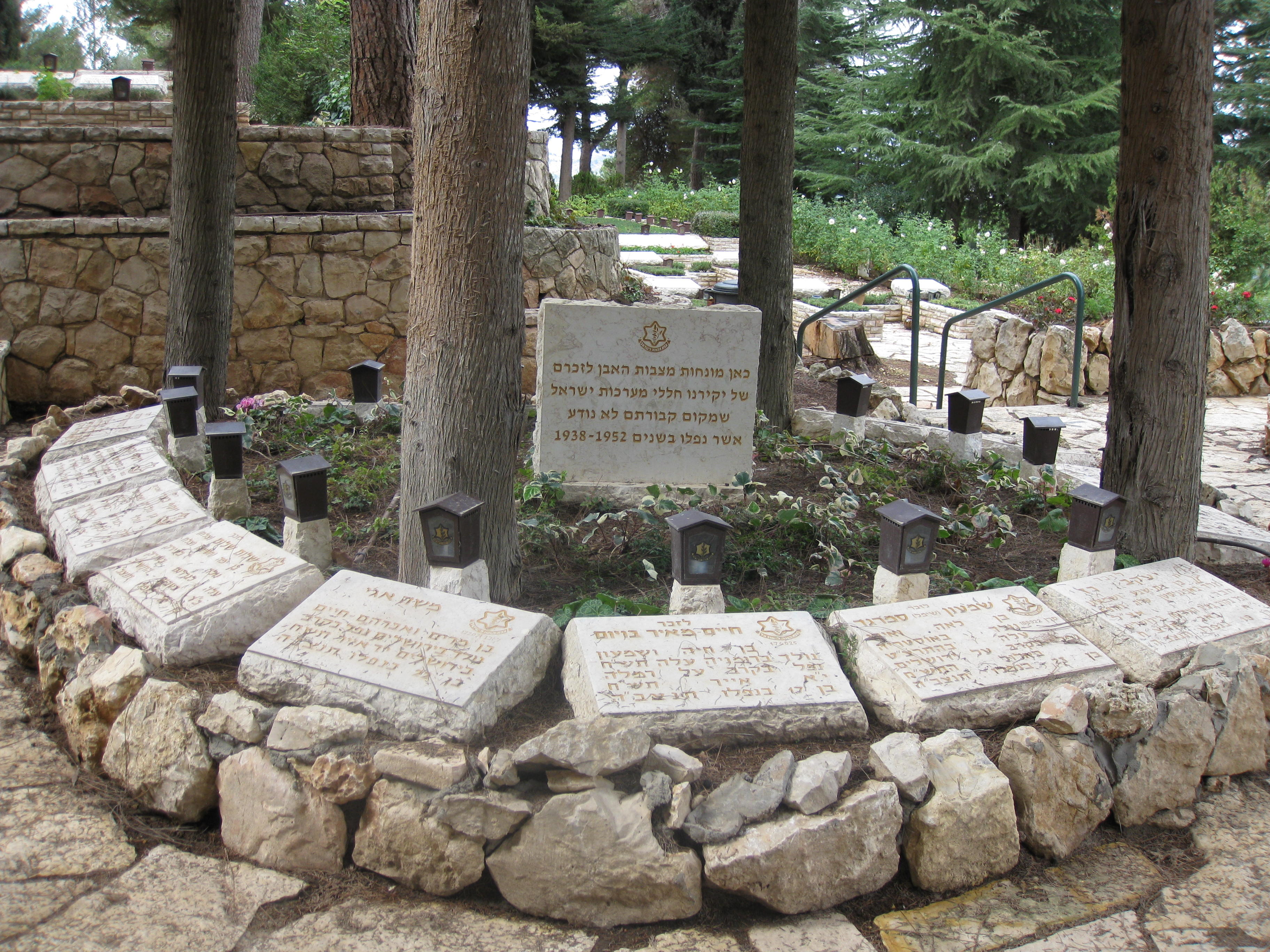

## أعلام
- إسحاق رابين
- جولدا مائير
- حاييم هرتصوغ
- تيودور هرتزل
- زلمان شازار